# Luis Montes
Luis Arturo Montes Jiménez est un footballeur international mexicain né le 15 mai 1986 à Ciudad Juárez. Évoluant au poste de milieu offensif, il joue actuellement avec le FC León.

## Biographie

### En club
Luis Montes commence sa carrière au CF Indios. Il rejoint en 2007 le CF Pachuca. Avec cette équipe, il remporte notamment la Ligue des champions de la CONCACAF en 2010.
En 2011, il est transféré au club du FC León.

### En équipe nationale
Il joue son premier match en équipe du Mexique le 17 avril 2013, en amical contre le Pérou (0-0).
Il participe quelques mois plus tard à la Gold Cup organisée aux États-Unis. Lors de cette compétition, il inscrit son premier but en équipe nationale, contre la Martinique. Il marque ensuite un second but en demi-finale contre le Panama, ce qui s'avère malgré tout insuffisant pour se qualifier pour la finale.
Le 31 mai 2014, lors d'un match de préparation avant le Mondial face à l'Équateur, après avoir marqué le premier but, il se fracture la jambe. Il se voit donc contraint de déclarer forfait pour la Coupe du monde organisée au Brésil. L'année suivante, il participe à la Copa América qui se déroule au Chili. Lors de cette compétition, il ne joue qu'une seule rencontre, face à la Bolivie.
Après la Copa América, il se voit appelé moins régulièrement en sélection. Il ne joue ainsi aucun match durant toute l'année 2018. Le 26 mars 2019, il inscrit tout de même son quatrième but avec le Mexique, lors d'un match amical contre le Paraguay (victoire 4-2).

## Palmarès
- Vainqueur de la Ligue des champions de la CONCACAF en 2010 avec le CF Pachuca
- Vainqueur de la North American SuperLiga en 2007 avec le CF Pachuca
- Champion du Mexique en 2007 (Tournoi de clôture) avec le CF Pachuca et en 2014 (Tournoi de clôture) avec le FC León
- Finaliste de la Coupe du Mexique (Tournoi d'ouverture) en 2015 avec le FC León